# Toronto Aura Lee
Toronto Aura Lee Hockey Club je bil hokejski klub iz Toronta, znotraj katerega je delovalo mladinsko in člansko amatersko hokejsko moštvo. Klub je igral v Ontario Hockey Association od 1916 do 1926. Domača dvorana kluba je bila Arena Gardens. Mladinsko moštvo je osvojilo OHA prvenstvo v letih 1916, 1917, 1922 in 1925, dvakrat pa je osvojilo Prvenstvo vzhodne Kanade - 1922 in 1925. 
Leta 1922 je mladinsko moštvo Aura Lee porazilo moštvo Iroquois Falls Papermakers za naslov prvakov vzhodne Kanade. Memorial Cup 1922 so načrtovali za v dvorano Shea's Amphitheatre v Winnipegu, Manitoba, kjer naj bi prvaki vzhoda igrali proti prvakom zahoda za pokal Memorial Cup. Zveza Canadian Amateur Hockey Association pa se je odločila privarčevati nekaj denarja, zato so Aura Lee na poti v Winnipeg igrali proti moštvu Fort William War Veterans. Aura Lee je tekmo izgubila s 3-5. Leta 1925 je mladinsko moštvo Aura Lee premagalo branilce naslova zmagovalcev Memorial Cupa, moštvo Owen Sound Greys, ko so se vračali na Prvenstvo vzhodne Kanade. Tam so bili uspešni proti Quebec Sons of Ireland, s čimer so si zagotovili mesto v državnem prvenstvu za Memorial Cup 1925. Tam jih je v dveh tekmah odpravilo moštvo Regina Patricias. 
Januarja 1925 so se skrbniki športnega kluba Aura Lee Athletic Club odločili in izvolili, da se njihova klubska hišica spremeni v nogometna igrišča za Univerzo Toronto. 

## NHL igralci in člani Hokejskega hrama slavnih lige NHL
Štirje igralci Aura Leeja so bili sprejeti v Hokejski hram slavnih lige NHL: Billy Burch, Lionel Conacher, Babe Dye in Harry Watson. Watson ni nikoli igral v ligi NHL. Ponudili so mu profesionalno pogodbo, a jo je zavrnil in ostal amater.  V Hram je bil sprejet leta 1962. 
17 igralcev je napredovalo do lige NHL:
| - Billy Burch - Dutch Cain - Lionel Conacher - Harold Cotton - Gerry Denoird | - Chuck Dinsmore - Babe Dye - Jake Forbes - Yip Foster | - Lionel Hitchman - Hobie Kitchen - Alfie Moore - John Ross Roach | - Eddie Rodden - Ganton Scott - Chris Speyer - Charles Stewart |